# ترینداد و مارتین واز
ترینداد و مارتین واز (پرتغالی: Trindade e Martim Vaz) مجمع‌الجزایری در جنوب اقیانوس اطلس است که در فاصله تقریبی ۱٬۱۰۰ کیلومتری شرق ساحل اسپیریتو سانتو در برزیل قرار دارد و بخشی از آن به‌شمار می‌رود. مجموع مساحت این مجمع‌الجزایر ۱۰٫۴ کیلومتر مربع و جمعیت آن ۳۲ نفر (افراد نیروی دریایی برزیل) است.
مجمع‌الجزایر ترینداد و مارتین واز شامل پنج جزیره و چندین صخره بوده که جزیره ترینداد با مساحت ۱۰٫۱ کیلومتر مربع بزرگ‌ترین آنهاست. در فاصله ۴۹ کیلومتری شرق ترینداد جزیره خرد مارتین واز قرار دارد که مساحت آن ۰٫۳ کیلومتر مربع (۳۰ هکتار) است.
این جزایر منشأ آتشفشانی داشته و سطح آنها ناهموار است. مجمع‌الجزایر ترینداد و مارتین واز در سال ۱۵۰۲ توسط استوائو دو گاما کاوشگر پرتغالی کشف شد و تا زمان استقلال برزیل در سال ۱۸۲۲ بخشی از قلمرو پرتغال به‌شمار می‌رفت. جزیره ترینداد از سال ۱۸۹۵ تا ۱۸۹۶ توسط بریتانیا اشغال شد و تا زمان دست‌یابی به توافق با برزیل در اشغال باقی ماند. جزیره ترینداد در زمان اشغال بریتانیا به نام «ترینداد جنوبی» شناخته می‌شد.
مجمع‌الجزایر ترینداد و مارتین واز در ۲٬۱۰۰ کیلومتری جنوب جزیره اسنشن و ۲٬۵۵۰ کیلومتری غرب سنت هلن قرار دارد و فاصله آن از ساحل غربی آفریقا ۴٬۲۷۰ کیلومتر است.